# 拉脫維亞中文網
《拉脫維亞中文網》是海外通訊社旗下的一個配合「一帶一路」政策所進行的數據收集及整合平臺，內容提供多元化的拉脫維亞、中國以及國際資訊。

## 外部連結
- 絲路電訊
- 拉脫維亞中文網
- 一帶一路官方網站（簡體中文）（英文）
- 一帶一路‧香港 （页面存档备份，存于）（繁體中文）（簡體中文）（英文）